# 1987 en philosophie
Chronologie de la philosophie
- 1983
- 1984
- 1985
- 1986
- 1987
- 1988
- 1989
- 1990
- 1991

L’année 1987 a été marquée, en philosophie, par les événements suivants :

## Publications

### Rééditions
- Torquato Accetto :  (it) Rime amorose : edizione critica a cura di S. Nigro, Turin, Einaudi, 1987